# Mistrovství světa v ledním hokeji 2001 (Divize II)
Mistrovství světa v ledním hokeji (Divize II) se probíhala ve dnech 1. dubna–7. dubna 2001 ve městech Majadahonda (Skupina A) a 26. března–1. dubna 2001 Bukurešť (Skupina B).

## Výsledky a tabulky

### Skupina A
| Poř. | Země        | Z | V | R | P | Skóre | B  |
| ---- | ----------- | - | - | - | - | ----- | -- |
| 1.   | Jižní Korea | 5 | 5 | 0 | 0 | 42:5  | 10 |
| 2.   | Španělsko   | 5 | 4 | 0 | 1 | 52:8  | 8  |
| 3.   | Austrálie   | 5 | 3 | 0 | 2 | 40:23 | 6  |
| 4.   | JAR         | 5 | 2 | 0 | 3 | 17:48 | 4  |
| 5.   | Island      | 5 | 1 | 0 | 4 | 11:34 | 2  |
| 6.   | Nový Zéland | 5 | 0 | 0 | 5 | 12:56 | 0  |

- Nový Zéland musel hrát v roce 2002 kvalifikaci o postup na Mistrovství světa Divize II 2003.

 JAR –  Španělsko 0:13 (0:3, 0:5, 0:5)
1. dubna – Majadahonda
 Nový Zéland –  Jižní Korea 0:13 (0:7, 0:4, 0:2)
1. dubna – Majadahonda
 Island –  Austrálie 2:6 (2:2, 0:3, 0:1)
1. dubna – Majadahonda
 Jižní Korea –  JAR 10:1 (3:0, 2:0, 5:1)
2. dubna – Majadahonda
 Austrálie –  Nový Zéland 13:3 (3:0, 6:3, 4:0)
2. dubna – Majadahonda
 Španělsko –  Island 14:1 (4:1, 8:0, 2:0)
2. dubna – Majadahonda
 Nový Zéland –  JAR 6:7 (2:3, 1:2, 3:2)
4. dubna – Majadahonda
 KOREA –  Island 7:0 (1:0, 4:0, 2:0)
4. dubna – Majadahonda
 Španělsko –  Austrálie 5:3 (2:1, 1:1, 2:1)
4. dubna – Majadahonda
 JAR –  Island 5:3 (1:2, 2:1, 2:0)
5. dubna – Majadahonda
 Austrálie –  Jižní Korea 2:9 (0:2, 1:2, 1:5)
5. dubna – Majadahonda
 Španělsko –  Nový Zéland 18:1 (1:0, 10:1, 7:0)
5. dubna – Majadahonda
 Jižní Korea –  Španělsko 3:2 (0:1, 1:0, 2:1)
7. dubna – Majadahonda
 Austrálie –  JAR 16:4 (4:1, 6:2, 6:1)
7. dubna – Majadahonda
 Island –  Nový Zéland 5:2 (1:2, 0:0, 4:0)
7. dubna – Majadahonda

### Skupina B
| Poř. | Země        | Z | V | R | P | Skóre | B  |
| ---- | ----------- | - | - | - | - | ----- | -- |
| 1.   | Rumunsko    | 5 | 5 | 0 | 0 | 46:4  | 10 |
| 2.   | Izrael      | 5 | 4 | 0 | 1 | 21:11 | 8  |
| 3.   | Srbsko a ČH | 5 | 2 | 1 | 2 | 24:13 | 5  |
| 4.   | Bulharsko   | 5 | 2 | 0 | 3 | 21:25 | 4  |
| 5.   | Belgie      | 5 | 1 | 1 | 3 | 23:20 | 3  |
| 6.   | Mexiko      | 5 | 0 | 0 | 5 | 4:66  | 0  |

- Mexiko muselo hrát v roce 2002 kvalifikaci o postup na Mistrovství světa Divize II 2003.

 Belgie –  Izrael 1:5 (0:1, 1:3, 0:1)
26. března – Bukurešť
 Bulharsko –  Srbsko a ČH 1:5 (0:4, 1:0, 0:1)
26. března – Bukurešť
 Rumunsko –  Mexiko 19:0 (7:0, 5:0, 7:0)
26. března – Bukurešť
 Srbsko a ČH –  Belgie 4:4 (0:1, 4:2, 0:1)
27. března – Bukurešť
 Izrael –  Mexiko 7:1 (3:0, 1:0, 3:1)
27. března – Bukurešť
 Rumunsko –  Bulharsko 8:0 (1:0, 4:0, 3:0)
27. března – Bukurešť
 Mexiko –  Bulharsko 3:14 (0:4, 1:4, 2:6)
29. března – Bukurešť
 Srbsko a ČH –  Izrael 1:2 (0:0, 1:1, 0:1)
29. března – Bukurešť
 Rumunsko –  Belgie 6:1 (1:0, 4:0, 1:1)
29. března – Bukurešť
 Bulharsko –  Belgie 5:4 (1:1, 3:2, 1:1)
31. března – Bukurešť
 Izrael –  Rumunsko 2:7 (1:1, 1:5, 0:1)
31. března – Bukurešť
 Srbsko a ČH –  Mexiko 13:0 (4:0, 7:0, 2:0)
31. března – Bukurešť
 Belgie –  Mexiko 13:0 (2:0, 9:0, 2:0)
1. dubna – Bukurešť
 Izrael –  Bulharsko 5:1 (2:1, 0:0, 3:0)
1. dubna – Bukurešť
 Rumunsko –  Srbsko a ČH 6:1 (1:1, 4:0, 1:0)
1. dubna – Bukurešť